# Мороч
Мороч, Копанка (біл. Морач) — річка у центральній та південній Білорусі на території Копильського, Слуцького, Клецького та Солігорського районів Мінської області, права притока річки Случ. Належить до водного басейну Чорного моря.

## Географія
Річка починає свій витік на Копильському пасмі на висоті 210 м над р. м. в околиці села Вошкати Копильського району і має тут назву Копанка, тече у південному — південно-західному напрямку по території Слуцького, Клецького та Солігорського районів — південно-західною частиною Центральноберезинської рівнини та північною частиною низовини Прип'ятського Полісся, в районі села Червона Дубрава повертає на південь і впадає у Червонослобідське водосховище, після витоку із водосховища повертає на південний схід і за 1 км на північний захід від села Мороч Солігорського району, з правого берега, впадає у річку Случ. Довжина річки — 150 км, площа басейну — 2 030 км². Середньорічна витрата води у гирлі — 8,7 м³/с. Середня швидкість у верхній та середній течії — 0,1 м/с, у нижній — 0,2 м/с. Абсолютне падіння річки (від витоку до гирла) — 73,6 м. Середній похил водної поверхні — 0,49‰.
Долина на великому протязі невиразна, місцями трапецієподібна, шириною 400–800 м. У місцях, де долина виразна, заплава двостороння, чергується по берегах (ширина 100–200 м). Русло майже на всьому протязі каналізоване. Ширина його до села Мороч (Копильський район) 2-4 м, нижче — 20-25 м, близько Червонослобідського водосховище, гребля якого за 50 км від гирла річки — 40-50 м.
Найвищий рівень водопілля наприкінці березня, середня висота над рівнем межені — 2,4 м, найбільша — 2,9 м (1932). Замерзає в середині грудня, льодохід в середині березня. Весняний льодохід 5 днів.

## Притоки
Річка Мороч на своєму шляху приймає воду близько двох десятків різноманітних невеликих приток: річок, каналів та струмків. Найбільші із них (від витоку до гирла):
| Назва притоки | Довжина,(км)  | Площа водозбірного басейну,(км²) | Середній похил русла,(м/км) | Витрата води,(м³/с) |
| праві притоки | праві притоки | праві притоки                    | праві притоки               | праві притоки       |
| ------------- | ------------- | -------------------------------- | --------------------------- | ------------------- |
| Вдова         | .             | .                                | .                           | .                   |
| Мажа          | 40            | 319                              | 1,3                         | 1,4                 |
| ліві притоки  |               |                                  |                             |                     |
| Вовка         | 35            | 250                              | 0,4                         | 1,1                 |
| Визенка       | 22            | 109                              | .                           | .                   |

## Населенні пункти
На берегах річки розташовані такі найбільші населенні пункти (від витоку до гирла): села Вошкати, Нові Докторовичі, Леніне, Савкове, Дерчине, Блевчиці, Мацкевичі, Семежове, Великий Рожан, Малий Рожан, Ясковичі.